# 結眼蝶屬
結眼蝶屬（學名：Geitoneura）是眼蝶亞科眼蝶族珍眼蝶亞族中的一個屬。物種分佈於澳大利亞南部。

## 物種
- 刺紋結眼蝶 Geitoneura acantha
- 指名結眼蝶 Geitoneura klugii
- 結眼蝶 Geitoneura minyas

## 圖集

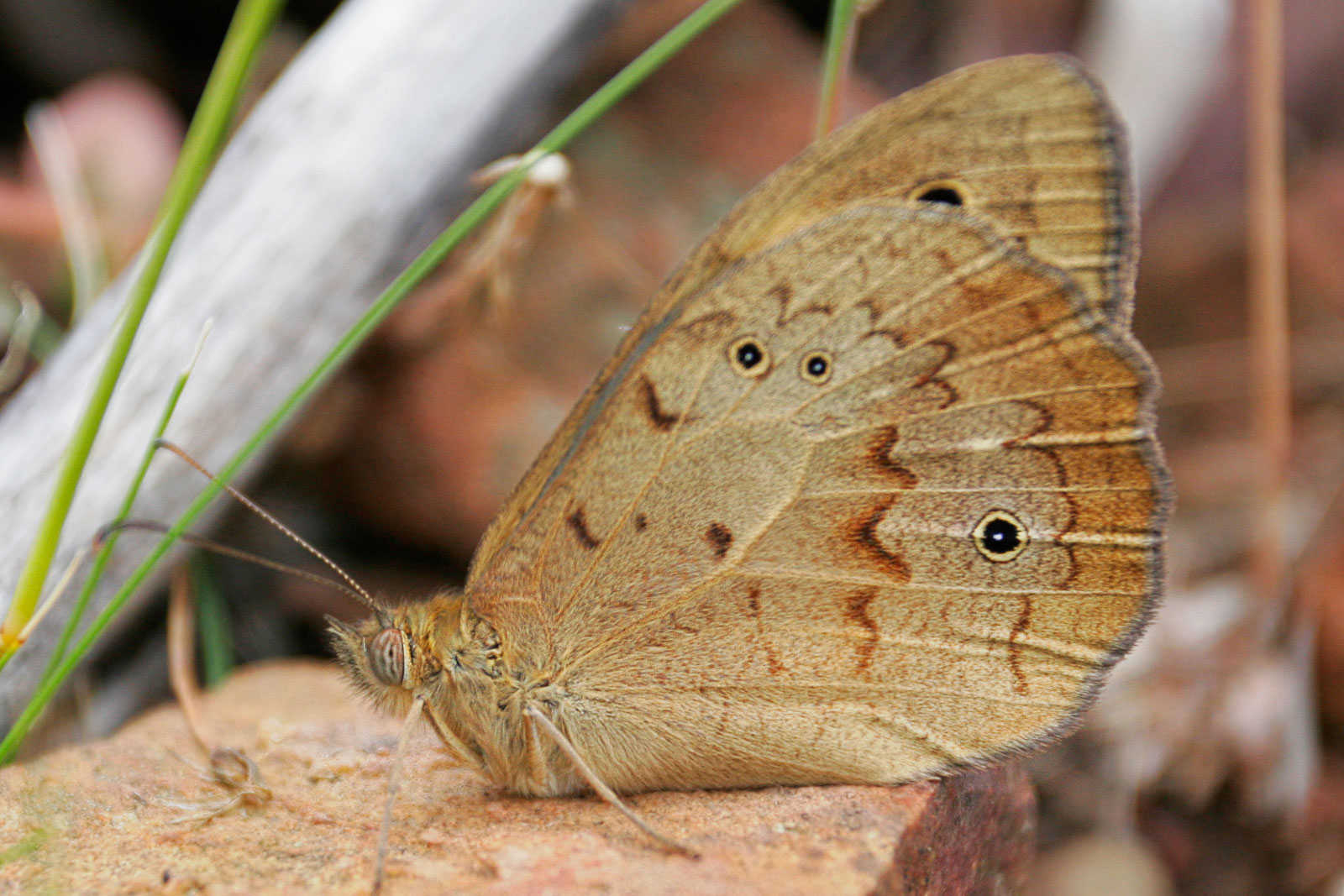
指名結眼蝶 Geitoneura pseudirius
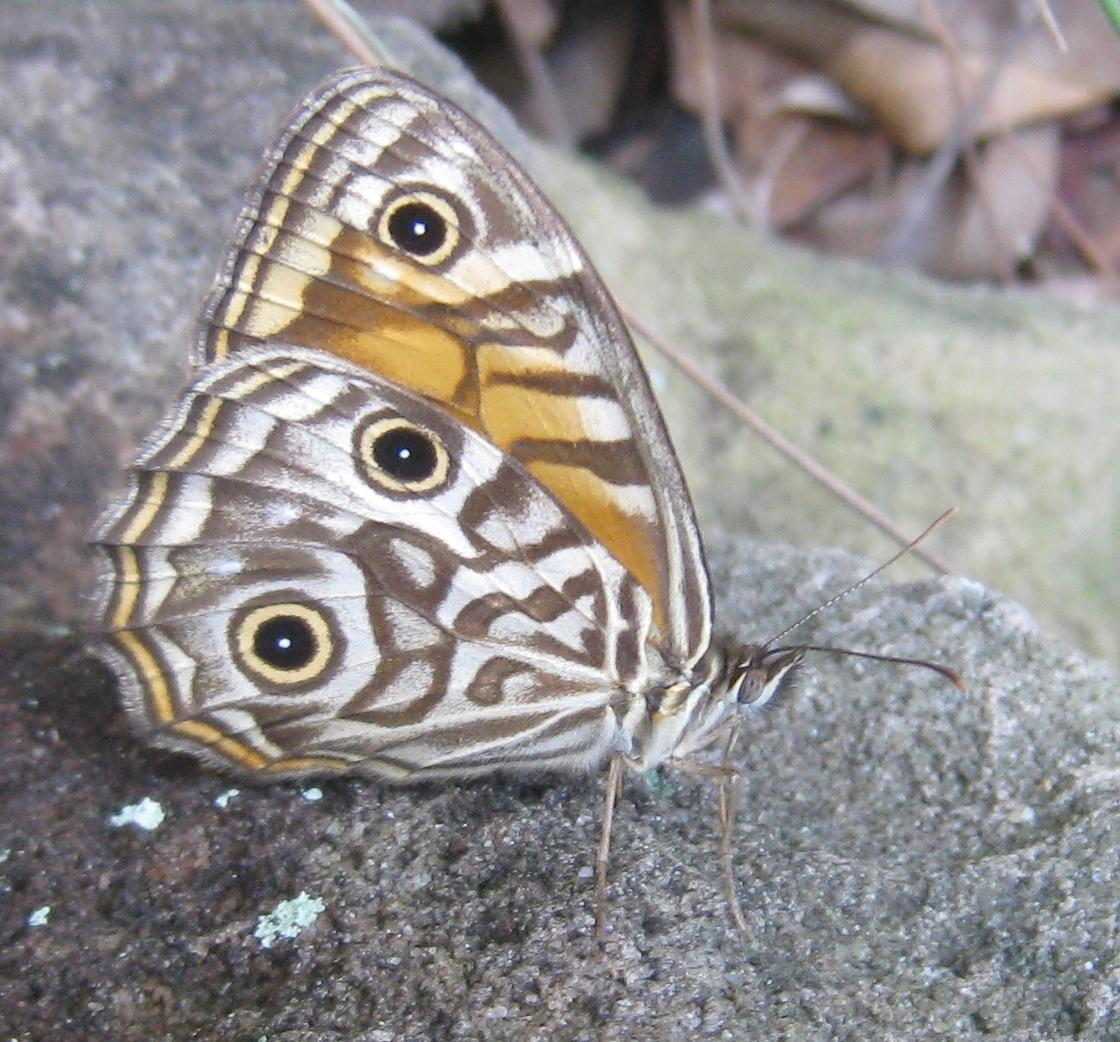
刺紋結眼蝶 Geitoneura klugii